# Stablecoin
Stablecoins sind Kryptowährungen, deren Preis durch aktive oder automatische Preisbindungsmechanismen mit dem Ziel geringer Abweichungen in Bezug auf eine nationale Währung, einen Währungskorb oder andere Vermögenswerte gesteuert wird. Neben währungsgebundenen Stablecoins (US-Dollar-Stablecoins, Euro-Stablecoins, Schweizer-Franken-Stablecoins) sind auf Kryptobörsen auch Gold-Stablecoins handelbar sowie sogenannte Wrapped Tokens, die den Wert einer anderen Kryptowährung (z. B. Bitcoin oder Ethereum) abbilden. Stablecoins lassen sich nach verschiedenen Kriterien klassifizieren. Die wichtigsten sind Wertbindung, Absicherung, Zentralisierungsgrad und Verwendungszweck.

## Risiko
Um die Bindung an einen Basiswert sicherzustellen, ist eine Deckung durch den Basiswert notwendig. Die bestehenden Stablecoins machen dies jedoch nicht oder nur teilweise. Tether oder USD Coin verwenden Anleihen zur Deckung, andere Anbieter versprechen die Deckung durch Algorithmen sicherzustellen. Entsprechend trägt der Käufer eines Stablecoins zusätzlich zu dem Risiko des Basiswertes selbst immer ein Emittentenrisiko und das Risiko einer unvollständigen Deckung.
Ein Beispiel für das Emittentenrisiko: 2023 verlor der USD Coin für mehrere Tage seine Bindung an den US$, da der Emittent 8 % davon bei der Silicon Valley Bank eingelegt hatte, die an diesem Tag zusammenbrach. Der Wert des USD Coin fiel daraufhin um bis zu 20 %. Vier Tage später erhielt USDC die Dollarbindung zurück.

## Typen
Stablecoins gibt es in vier verschiedenen Typen mit jeweiligen Vor- und Nachteilen. Diese Einteilung ist eher ein theoretisches Modell, da die Praxis oft Mischformen zeigt.

### Fiatbesicherte Stablecoins
Fiat-collateral Stablecoins sind mit echten Währungen wie zum Beispiel Dollar oder Euro besicherte Stablecoins, beispielsweise USD Coin (USDC) oder Tether (USDT, EURT).

### Rohstoffbesicherte Stablecoins
Bei Commodity-backed Stablecoins handelt es sich um Stablecoins, die durch Rohstoffe wie z. B. Gold gesichert sind. Die bekanntesten sind hier die Pax Gold (PAXG) oder Tether Gold (XAUT).

### Kryptobesicherte Stablecoins
Crypto-collateral Stablecoins sind durch andere Kryptowährungen gedeckt. Oft wird hier ein breiter Mix aus vielen Kryptowährungen genutzt. Zu den bekanntesten Crypto-collateral Stablecoins gehören MakerDAO (DAI) oder Wrapped Bitcoin (WBTC).

### Algorithmische Stablecoins
Hierbei handelt es sich um Stablecoins, die durch keine Assets gesichert sind. Stattdessen wird hier ein Algorithmus genutzt. Diese Art von Stablecoins sind nach dem Zusammenbruch von Terra USD bzw. Terra LUNA sehr in Verruf geraten.

## Projekte

### Nach Marktkapitalisierung
(Stand 7. August 2025)
| Name                        | Kürzel | Organisation            | Referenzwert | Marktkapitalisierung in Mio. $ | Besicherung                                  |
| --------------------------- | ------ | ----------------------- | ------------ | ------------------------------ | -------------------------------------------- |
| Tether                      | USDT   | Tether                  | US-Dollar    | 164.000                        | US-Dollar                                    |
| USD Coin                    | USDC   | Circle                  | US-Dollar    | 65.000                         | US-Dollar                                    |
| USDe                        | USDe   | Ethena                  | US-Dollar    | 9.800                          | US-Dollar                                    |
| USDS                        | DAI    | MakerDAO                | US-Dollar    | 7.900                          | Kryptowährungen                              |
| Staked USDe                 | sUSDe  | Ethena                  | US-Dollar    | 5.000                          | US-Dollar                                    |
| World Liberty Financial USD | USD1   | World Liberty Financial | US-Dollar    | 2.200                          | US-Dollar                                    |
| First Digital USD           | FDUSD  | First Digital           | US-Dollar    | 1.270                          | US-Dollar                                    |
| Falcon USD                  | USDf   | Falcon Digital          | US-Dollar    | 1.260                          | Kryptowährungen                              |
| PayPal USD                  | PYUSD  | PayPal, Paxos           | US-Dollar    | 1.000                          | US-Dollar                                    |
| Pax Gold                    | PAXG   | Paxos                   | Goldpreis    | 960                            | Goldreserven                                 |
| Ondo US Dollar Yield        | USDY   | Ondo                    | US-Dollar    | 690                            | US-Dollar                                    |
| Ripple USD                  | RLUSD  | Ripple                  | US-Dollar    | 620                            | US-Dollar                                    |
| Usual USD                   | USD0   | ADDU                    | US-Dollar    | 580                            | US-Dollar                                    |
| USDD                        | USDD   | USDD                    | US-Dollar    | 530                            | US-Dollar                                    |
| TrueUSD                     | TUSD   | TrueUSD                 | US-Dollar    | 490                            | US-Dollar                                    |
| Venus USDT                  | VUSDT  | Venus                   | US-Dollar    | 260                            | Tether                                       |
| EURC                        | EURC   | Circle                  | Euro         | 230                            | Euro                                         |
| Venus USDC                  | VUSDC  | Venus                   | US-Dollar    | 100                            | USDC                                         |
| Frax USD                    | FRXUSD | Frax Finance            | US-Dollar    | 58                             | Stablecoins, Algorithmus                     |
| Reserve Dollar              | RSV    | ABC Labs                | US-Dollar    | 29                             | Stablecoins, Vermögenswerte, Kryptowährungen |
| Djed                        | DJED   | Coti                    | US-Dollar    | 4                              | Kryptowährung (Cardano) und Algorithmus      |

### Tether

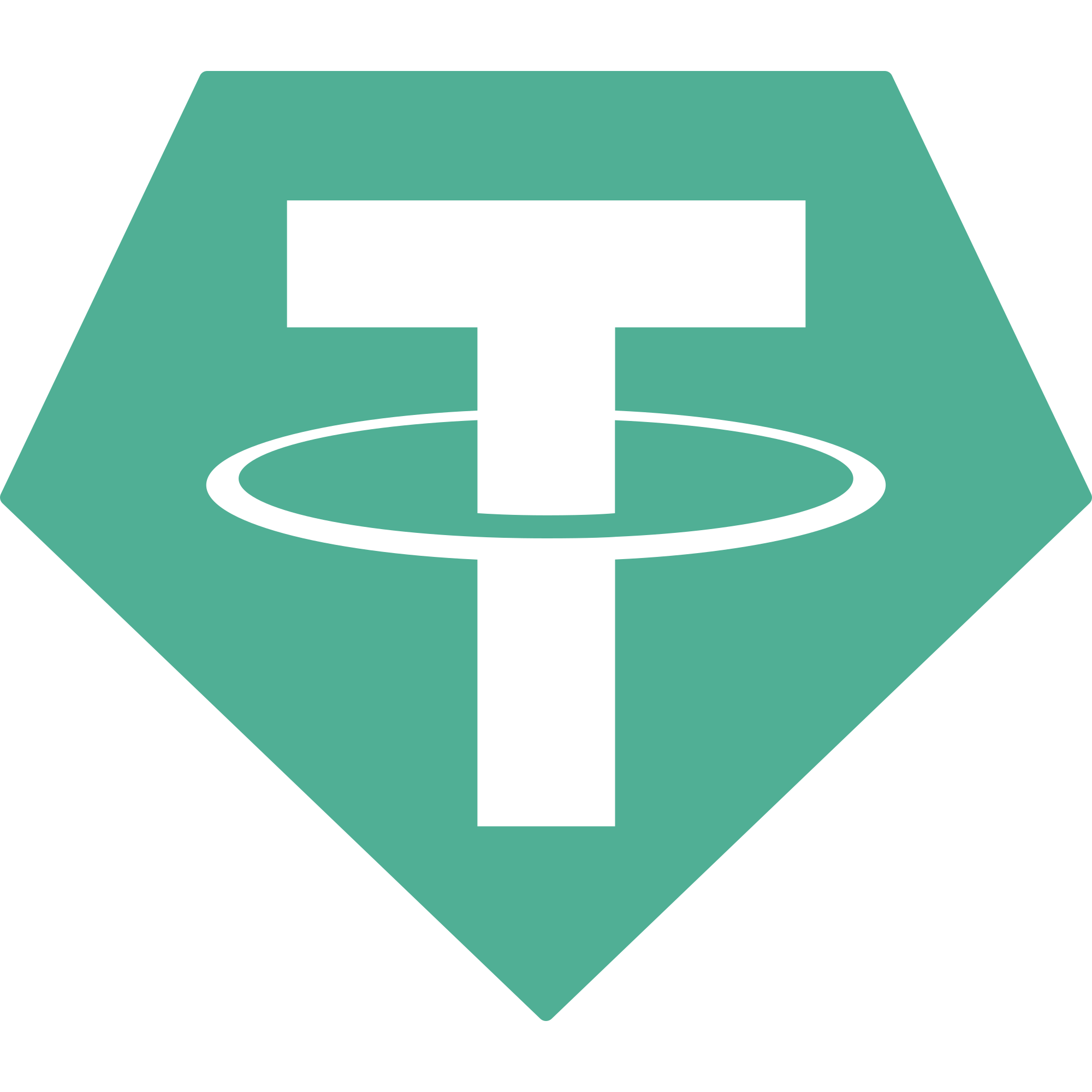
Logo von Tether, dem größten Stablecoin

Tether (USDT) ist ein blockchainbasierter Vermögenswert, der an den US-Dollar gebunden ist. Gemäß den Versprechungen der Herausgeberfirma entspricht hierbei 1 USDT immer möglichst genau 1,00 $ mit minimalen Schwankungen. Tether ist der größte Stablecoin nach Marktkapitalisierung

### USD Coin
USD Coin (USDC) ist ein an den US-Dollar gekoppelter Stablecoin, der vom Zahlungsunternehmen Circle ausgegeben wird. Er ist hinter Tether der zweitgrößte Stablecoin nach Marktkapitalisierung. Zur seiner Deckung waren 2024 laut Circle 10 % der Reserven in Cash und 90 % in kurzfristigen US-Staatsanleihen angelegt. USDC wird in den USA reguliert und die Reserven werden monatlich von unabhängigen Prüfern begutachtet. USDC funktioniert u. a. auf den Blockchains Ethereum, Polygon und Solana.

### Djed
Djed ist ein Stablecoin, der 2023 durch das Fintech-Unternehmen Coti eingeführt wurde und sowohl algorithmisch gesteuert als auch kryptobesichert ist. Er läuft auf der Cardano-Blockchain und ist an den US-Dollar gekoppelt. Da das System auf Cardanos nativem Coin ADA basiert, besteht theoretisch das Risiko eines Zusammenbruchs, falls der ADA-Kurs stark fällt; in diesem Fall könnten die zirkulierenden Djed-Token nicht mehr vollständig gedeckt sein. Um dem entgegenzuwirken, wird eine Reservewährung namens Shen betrieben, die Kursschwankungen von ADA mittels einer Überbesicherung von 400 % bis 800 % absichern soll.

### SigUSD
SigUSD ist ein rein algorithmischer, dezentraler Stablecoin auf der Ergo-Blockchain, der ausschließlich durch den nativen Reservetoken SigRSV besichert ist. Im Unterschied zu Terra USD (UST), das 2022 kollabierte, verwendet SigUSD eine feste Überbesicherung (mindestens 400 %) und pausiert die Prägung oder Einlösung bei zu geringer Deckung. Das Risiko ist damit zwar geringer als bei rein algorithmischen Modellen wie UST, aber immer noch höher als bei durch externe Vermögenswerte gedeckten Stablecoins wie Tether. Sowohl seine Entwickler als auch die Community betrachten SigUSD als experimentellen Prototyp, der neue Mechanismen zur dezentralen Preisstabilität testet – mit bewusst akzeptiertem Risiko. Es wird darauf hingewiesen, dass es sich nicht um ein garantiert stabiles Finanzinstrument handelt, da das System nicht für extreme Marktbedingungen getestet ist.

### Terra USD

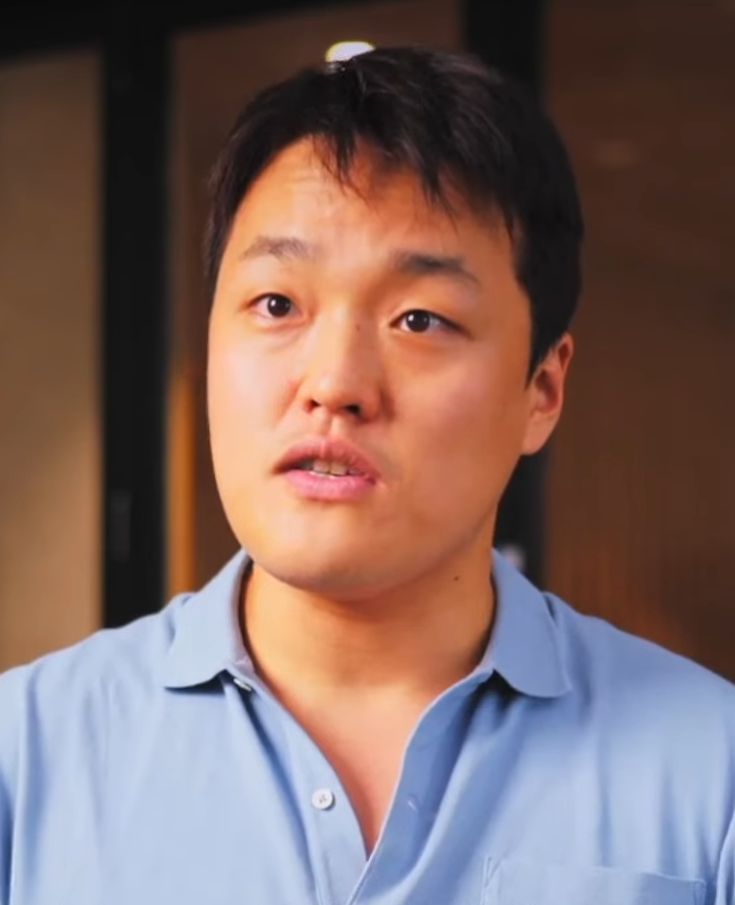
Do Kwon, Gründer des gescheiterten Stablecoins Terra USD

Terra USD (UST) ist ein gescheiterter, rein algorithmischer Stablecoin, der 2020 auf der Terra-Blockchain startete. Entwickelt wurde er von Terraform Labs unter der Leitung von Do Kwon. Terra USD sollte durch einen Arbitrage-Mechanismus mit dem Reserve-Token Terra LUNA stabil bei 1 US-Dollar gehalten werden. Im Mai 2022 verlor UST dauerhaft seine Bindung an den Dollar, was zu einem extremen Kursverfall von UST und LUNA führte und erhebliche Auswirkungen auf den Kryptomarkt hatte. Nach dem Zusammenbruch wurde die Terra-Blockchain in Terra Classic umbenannt; UST in USTC und LUNA in LUNC. Parallel entstand die neue Blockchain Terra 2.0 mit einem neuen Token namens LUNA, jedoch ohne Stablecoin. In Folge der Ereignisse wurde Do Kwon in Südkorea wegen Kapitalmarktverstößen angeklagt, in Montenegro festgenommen und an die USA ausgeliefert, wo er zivilrechtlich für Milliardenbetrug schuldig gesprochen wurde. Südkorea verlangt seine Auslieferung.

### Diem
Meta Platforms (ehemals Facebook) erwog eine Internetwährung namens Diem, die durch eine Libra Association an einen Währungskorb gebunden sein sollte. Nach Aufforderungen von demokratischen US-Senatoren wie Elizabeth Warren im Bankenausschuss des Senats wurde das Vorhaben aufgegeben.

### E-Krona

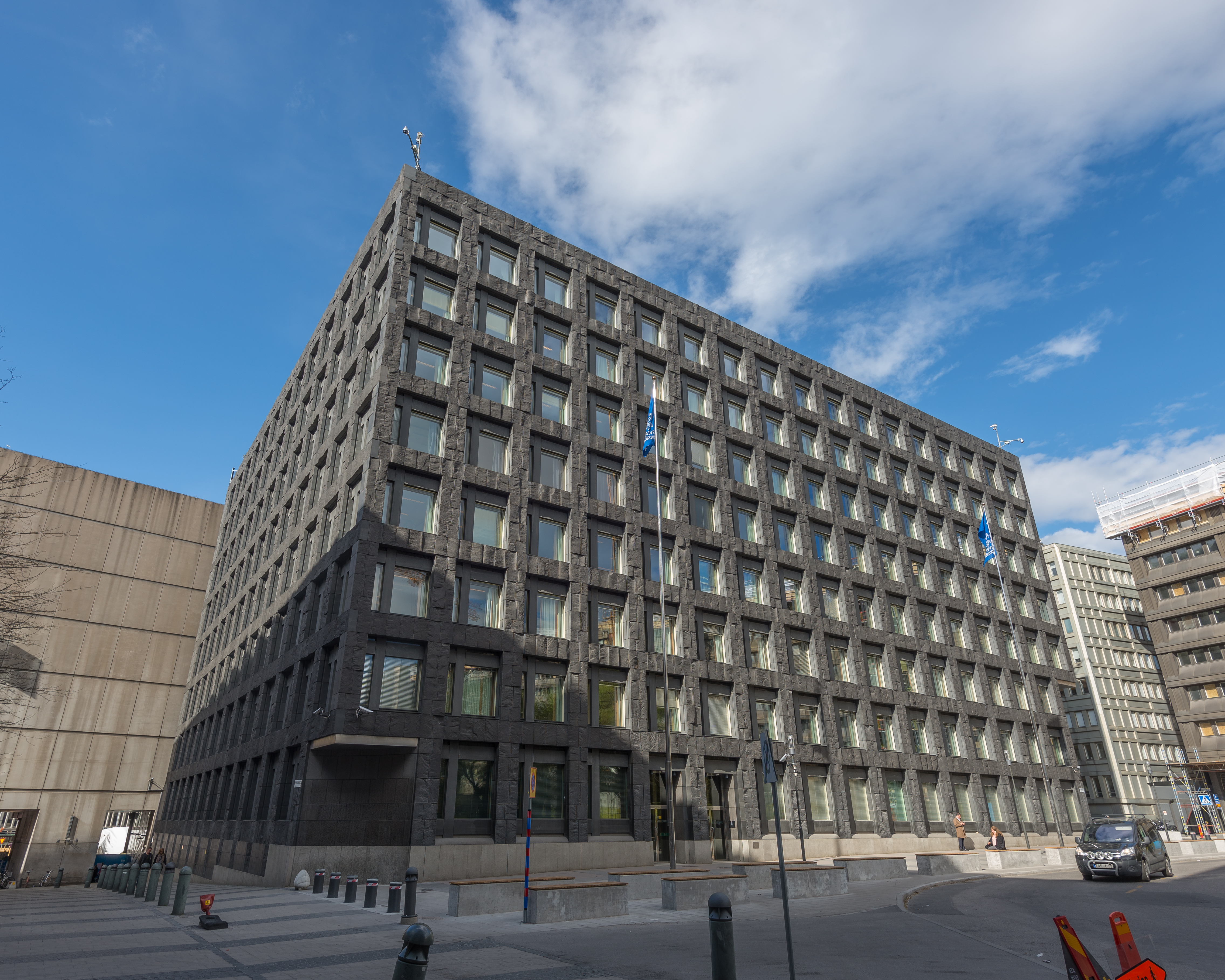
Die Schwedische Reichtsbank prüft die Einführung einer E-Krone.

Die Schwedische Reichsbank prüft derzeit im Rahmen eines Evaluationsprozesses die Einführung einer blockchainbasierten E-Krona. Sollte sie sich dafür entscheiden, würde diese als digitales Zentralbankgeld der schwedischen Geldpolitik unterstehen.

## Rechtliches
Am 30. Juni 2024 sind die Titel III und IV der Verordnung (EU) 2023/1114 (Markets in Crypto-Assets Regulation, MiCAR) in Geltung getreten, welche Stablecoins europaweit regulieren. Die MiCAR unterscheidet zwischen E-Geld-Token und vermögenswertereferenzierten Token. Beide Arten von Stablecoins zählen zur Kategorie der Kryptowerte.
Im Zentrum der MiCAR steht die Regulierung der Anlage und Sicherung der Gelder, welche für die Ausgabe der Stablecoins entgegengenommen werden. Der Emittent der Stablecoins soll jederzeit in der Lage sein, seiner Rücktauschverpflichtung nachzukommen. Auch aufgrund der gesetzlich geregelten Rücktauschverpflichtung wäre die Emission von algorithmischen Stablecoins wie dem TerraUSD unzulässig.
Für die Emission von Stablecoins bedarf es grundsätzlich einer aufsichtsrechtlichen Erlaubnis. Zudem ist mit der Emission ein Whitepaper zur Verfügung zu stellen, welches ähnlich einem Wertpapierprospekt über die wesentlichen Eigenschaften und Risiken der ausgegebenen Stablecoins informiert.